# Torneo de Umag 2018
El Plava Laguna Croatia Open Umag 2018 fue un torneo de tenis perteneciente al ATP Tour 2018 en la categoría ATP World Tour 250. El torneo tuvo lugar en la ciudad de Umag (Croacia), desde el 16 hasta el 22 de julio de 2018 sobre tierra batida.

## Distribución de puntos
| Modalidad            | Campeón | Finalista | Semifinales | Cuartos de final | 2ª ronda | 1ª ronda | Clasificados | 2ª ronda de clasificación | 1ª ronda de clasificación |
| Individual masculino | 250     | 165       | 100         | 50               | 25       | 0        | 13           | 7                         | 0                         |
| Dobles masculino     | 250     | 150       | 90          | 45               | 20       | 0        | -            | -                         | -                         |

## Cabezas de serie

### Individuales masculino
| Tenista             | Ranking | Preclasificados |
| Kyle Edmund         | 17      | 1               |
| Damir Džumhur       | 23      | 2               |
| Marco Cecchinato    | 29      | 3               |
| Andréi Rubliov      | 33      | 4               |
| Albert Ramos        | 38      | 5               |
| Robin Haase         | 43      | 6               |
| João Sousa          | 45      | 7               |
| Benoît Paire        | 47      | 8               |
| Maximilian Marterer | 48      | 9               |

- Ranking del 2 de julio de 2018.[2]

### Dobles masculino
| Tenista                          | Ranking | Preclasificados |
| Dominic Inglot Franko Škugor     | 67      | 1               |
| Robin Haase Matwé Middelkoop     | 77      | 2               |
| Antonio Šančić Andrei Vasilevski | 129     | 3               |
| Jonathan Eysseric Hugo Nys       | 133     | 4               |

## Campeones

### Individual masculino
Marco Cecchinato venció a  Guido Pella por 6-2, 7-6(7-4)

### Dobles masculino
Robin Haase /  Matwé Middelkoop vencieron a  Roman Jebavý /  Jiří Veselý por 6-4, 6-4